# PTT Bangkok Open 2007
PTT Bangkok Open 2007 — тенісний турнір, що проходив на відкритих кортах з твердим покриттям у Бангкоку (Таїланд). Це був 3-й за ліком і останній PTT Bangkok Open. Належав до турнірів 3-ї категорії в рамках Туру WTA 2007. Тривав з 8 до 14 жовтня 2009 року. Загальний призовий фонд турніру становив 200 тис. доларів США.

## Переможниці

### Одиночний розряд
Флавія Пеннетта —  Чжань Юнжань, 6–1, 6–3
- Пеннетта здобула свій четвертий титул WTA за кар'єру.

### Парний розряд
Сунь Тяньтянь /  Янь Цзи —  Моріта Аюмі /  Намігата Дзюнрі, без гри

## Учасниці

### Одиночний розряд

#### Сіяні
| Країна     | Гравчиня           | Рейтинг1 | Сіяна |
| ---------- | ------------------ | -------- | ----- |
| Сербія     | Єлена Янкович      | 3        | 1     |
| США        | Вінус Вільямс      | 8        | 2     |
| Ізраїль    | Шахар Пеєр         | 16       | 3     |
| Франція    | Віржіні Раззано    | 33       | 4     |
| Словаччина | Домініка Цібулкова | 47       | 5     |
| Японія     | Накамура Айко      | 52       | 6     |
| Італія     | Флавія Пеннетта    | 53       | 7     |
| Румунія    | Ралука Олару       | 60       | 8     |

- 1 Посів ґрунтується на рейтингові станом на 8 жовтня 2007.

#### Інші учасниці
Учасниці, що отримали вайлд-кард на участь в основній сітці:
- Сорана Кирстя
- Ноппаван Летчівакарн
- Уршуля Радванська

Нижче наведено учасниць, що пробились в основну сітку через стадію кваліфікації в одиночному розряді:
- Анна Кремер
- Марія Емілія Салерні
- Магдалена Рибарикова
- Акгуль Аманмурадова

#### Відмовились від участі
Під час турніру
- Едіна Галловіц (Тепловий удар)
- Єлена Янкович (Тепловий удар)
- Ваня Кінґ (травма правої частини попереку)
- Єлена Костанич-Тошич (Right thoracic spine injury)

### Парний розряд

#### Сіяні
| Країна | Пара                                         | Рейтинг1 | Сіяна |
| ------ | -------------------------------------------- | -------- | ----- |
| /      | Сунь Тяньтянь і Янь Цзи                      | 33       | 1     |
| /      | Ваня Кінґ і Анастасія Родіонова              | 94       | 2     |
| /      | Джилл Крейбас і Єлена Костанич-Тошич         | 132      | 3     |
| /      | Лурдес Домінгес Ліно і Аранча Парра Сантонха | 138      | 4     |

- 1 Посів ґрунтується на рейтингові станом на 8 жовтня 2007.

#### Інші учасниці
Пари, що отримали вайлд-кард на участь в основній сітці:
- Софія Мулсап &  Варатчая Вонгтінчай

Пари, що потрапили в основну сітку як заміна:
- Анна Кремер і  Александра Возняк

#### Відмовились від участі
До початку турніру
- Джилл Крейбас і  Єлена Костанич-Тошич (Костанич-Тошич знялась через травму в правій частині грудного відділу хребта)

Під час турніру
- Кейсі Деллаква (Lumbar spine injury)
- Ваня Кінґ (травма в правій частині попереку)
- Моріта Аюмі (Gastro-intestinal illness)

## Призові гроші і очки

### Одиночний розряд
| Раунд            | Гроші   | Очки |
| ---------------- | ------- | ---- |
| Переможниця      | $28,161 | 140  |
| фіналістка       | $15,150 | 100  |
| півфіналістка    | $8,080  | 65   |
| чвертьфіналістка | $4,300  | 35   |
| 2-й раунд        | $2,295  | 20   |
| 1-й раунд        | $1,225  | 1    |

### Парний розряд
| Раунд            | Гроші  | Очки |
| ---------------- | ------ | ---- |
| Переможниці      | $8,410 | 140  |
| фіналістки       | $4,480 | 100  |
| півфіналістки    | $2,400 | 65   |
| чвертьфіналістки | $1,280 | 35   |
| 1-й раунд        | $680   | 1    |